# Cité van Carcassonne
De Cité van Carcassonne is een middeleeuwse citadel, gelegen in de Franse stad Carcassonne in het departement Aude, in de regio Occitanië. Het is gelegen op de rechteroever van de rivier de Aude, ten zuidoosten van de huidige stad.
Deze middeleeuwse vestingstad, waarvan de oorsprong teruggaat tot de Gallo-Romeinse periode, dankt haar roem aan de dubbele omwalling, bijna 3 km lang en met 52 torens, die hoog boven de vallei van de Aude uitsteekt. De stad omvat ook een kasteel (het Château Comtal) en een basiliek (de basiliek Saint-Nazaire).
De Cité van Carcassonne werd behoed voor vernietiging door het optreden en de vasthoudendheid van de archeoloog Jean-Pierre Cros-Mayrevieille en werd in de 19e eeuw op soms controversiële wijze gerestaureerd onder leiding van Viollet-le-Duc en vervolgens door Boeswillwald. Sinds 1997 staat het op de Werelderfgoedlijst van de UNESCO. Het Château Comtal, de vestingwerken en de torens zijn van de staat en worden beheerd door het 'Centre des monuments nationaux', terwijl de omwalling naar het kasteel en de rest van de Cité deel uitmaken van de gemeente.

## Geografische ligging

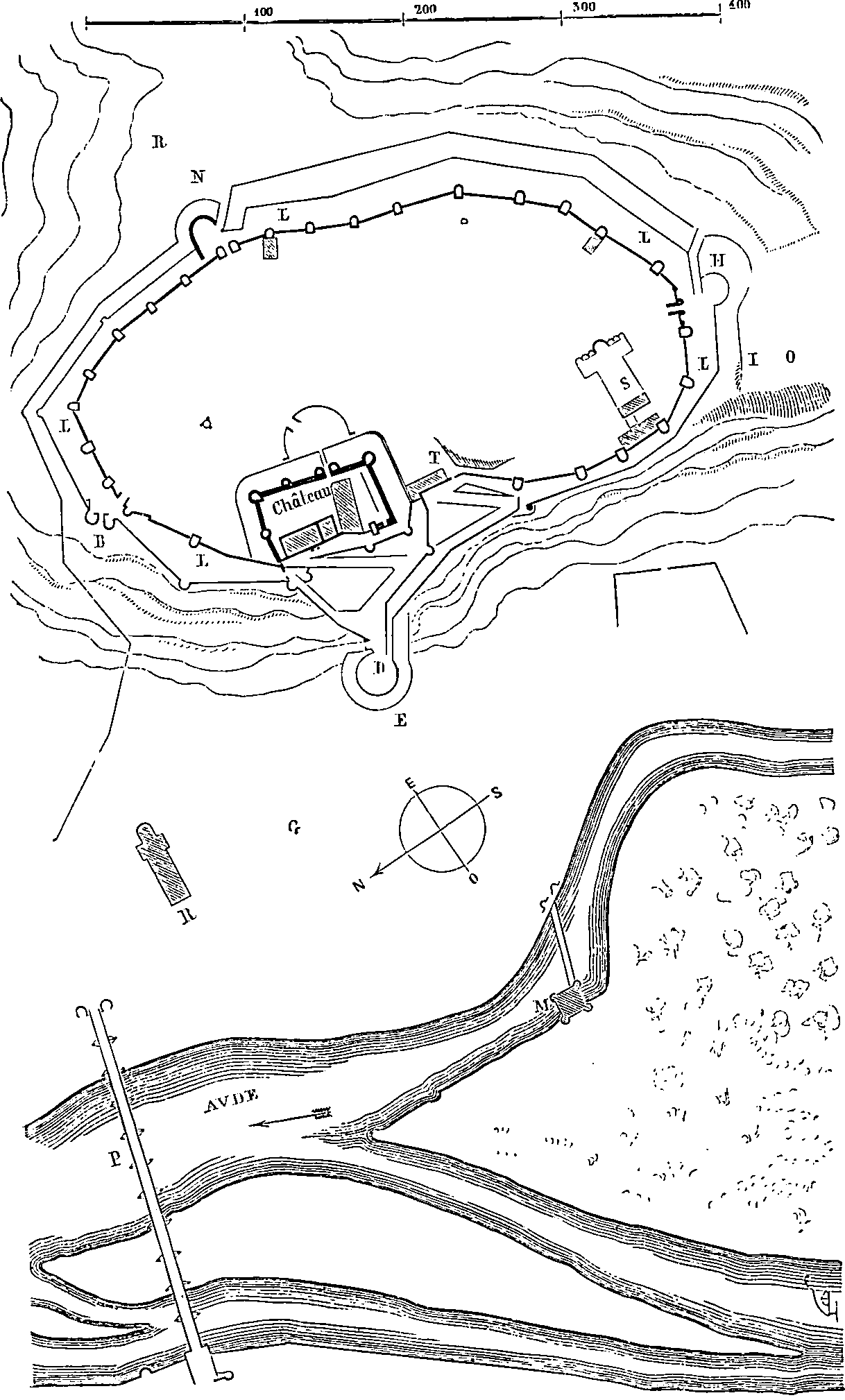
Vluchtige schets van Eugène Viollet-le-Duc die de ligging van de Cité laat zien

De Cité van Carcassonne ligt op de rechteroever van de Aude bij de stad Carcassonne die ten westen ligt. Het bevindt zich tussen de Montagne noire en de Pyreneeën op de verbindingsweg tussen de Middellandse zee en de Atlantische oceaan. Deze twee bergen vormen de ‘gang van Carcassonne’, een naam die vaak gebruikt wordt wanneer klimatologen het hebben over de wind die door deze ‘gang’ waait. Deze ligging is dus een strategische plek in het zuiden van Frankrijk die het mogelijk maakt om de belangrijkste verbindingsweg in de gaten te houden: in het noorden in de richting van de Montagne noire, in het zuiden in de richting van Les Corbières, in het westen in de richting van de Plaine du Lauragais en in het oosten de wijnbouwvlakte in de richting van de Middellandse Zee.
De Cité is gebouwd op een kleine vlakte die ontstaan is door het uitdiepen van de Aude, op ongeveer 150 meter hoogte boven ‘la ville basse’ (de benedenstad). De eerste omwalling, die gebouwd is door de Visigoten, volgt de zinkgaten van het gebied. Deze vlakte komt los van het massif des Corbières in de gemeente Palaja op 260 meter hoogte, komt op 148 meter hoogte door de Cité en eindigt zijn route in de Aude op 100 meter hoogte. Aan de westkant is de helling vrij steil, waardoor de Cité moeilijk toegankelijk is voor potentiële aanvallers. In het oosten is de helling minder steil en is de plaats makkelijk toegankelijk voor goederen, maar ook voor aanvallers. De belangrijkste verdedigingsmechanismen bevinden zich dan ook aan deze kant van de stad.

## Historisch

### Geschiedenis van de stad
De Cité was achtereenvolgens een protohistorische stad, een Gallo-Romeinse stad, een versterkte vesting van de Visigoten, een graafschap, daarna een burggraafschap en uiteindelijk een rechtsgebied van een seneschalk. Deze fases tussen de Romeinse tijd en de middeleeuwen hebben allemaal een stempel gedrukt op de gebouwen die deze stad vormen.

### Van de Gallo-Romeinen tot de Visigoten
Bij archeologische opgravingen zijn resten blootgelegd van een versterkte burcht, de burcht Carcaso, vlak bij de huidige Cité. Uit de overblijfselen van Campaans aardewerk en kruiken blijkt dat deze plek toen al een kruispunt was op een handelsroute. Rond 300 voor Christus nemen de Volques Tectosagen, de regio in bezit en versterken ze de burcht van Carcasso. Plinius de Oudere vermeldt de burcht al in zijn geschriften onder de naam Carcaso Volcarum Tectosage. Ze haalden al goud uit de Salsigne-mijn om offers te brengen aan hun goden.
In 122 voor Christus hebben de Romeinen de streek geannexeerd, die deel zou gaan uitmaken van de Narbonne-nederzetting die in 118 voor Christus werd gesticht. De Romeinen zijn er al bekend, omdat hun kooplieden al tweehonderd jaar door de streek reizen. Tijdens de Pax Romana wordt het Gallo-Romeinse stadje Carcaso de voornaamste plaats van de nederzetting Julia Carcaso en floreert het waarschijnlijk door de wijnhandel en de ligging op de verbindingswegen. Het grenst namelijk aan de Romeinse weg van Narbonne naar Toulouse terwijl de platbodems op de Atax varen, aan de voet van de burcht. De burcht is vergroot door ophoging van straten en steegjes met een stelselmatig stratenplan, maar geen enkele openbare plaats of religieus monument is nu nog te zien. Deze agglomeratie loopt langs de Romeinse weg, aan de voet van de burcht.
Vanaf de derde eeuw verschuilt de stad zich achter een aantal vestingmuren. In 333 na Christus wordt in geschriften van een pelgrim het castellum van Carcassonne genoemd. Deze muren zijn nog steeds zichtbaar in sommige delen van de omwalling en dienen als fundering voor de huidige muren. De torens van La Marquière, Samson en Moulin d'Avar zijn gedeeltelijk intact en zijn een bewijs van deze primitieve omwalling. Deze muur beschermt de stad tegen aanvallen van buitenaf en laat tegelijkertijd de controle toe over de lagergelegen Romeinse doorgangswegen.
Halverwege de vijfde eeuw nemen de Visigoten bezit van de Languedoc, waarschijnlijk dankzij de overwinning op Athaulf tijdens zijn mars naar Toulouse. Tussen 413 en 435 wordt de stad waarschijnlijk afwisselend bezet door het Romeinse leger en het Visigotische leger, afhankelijk van de allianties en hun wijzigingen. De stad komt beetje bij beetje tot een relatieve politieke rust die duurt tot het bewind van Alarik II. Deze rust blijkt uit het grote aantal munten van de Visigotische vorsten uit die periode. In 507 verdrijven de Franken de Visigoten uit Aquitanië, maar deze laatste behouden Septimanië, waarvan de stad Carcassonne deel uitmaakt. In 508 doet Clovis, tevergeefs, een aanval op de Cité. In 585 doet Gontran, Frankische koning van Bourgondië, wel een succesvolle aanval op de stad. Maar de Visigoten nemen kort daarna de stad over en blijven over de Cité heersen tot 725. In de loop van de zesde eeuw wordt Carcassonne samen met Agde en Maguelonne een bisdom. Er wordt dan een Visigotische kathedraal gebouwd, waarvan niet bekend is waar die precies lag.
In 725, tijdens de invasie van Septimanië door de Saracenen, neemt moslim-wali Ambiza Carcassonne in beslag. De Cité blijft tot 759 in islamitische handen, daarna wordt het ingenomen door de Franken onder leiding van Pepijn de Korte. De legende van Lady Carcas uit de 16e eeuw is op deze gebeurtenis geïnspireerd.

### Het feodale tijdperk
Het begin van de feodaliteit gaat gepaard met de uitbreiding van de stad en de verdedigingswerken. Het wordt ook gekenmerkt door de bouw van de kathedraal vanaf 1096 en de bouw van het Château Comtal in de 12e eeuw. Oorspronkelijk bestaat dit kasteel uit twee hoofdgebouwen. In 1150 wordt een kapel toegevoegd, waardoor rond de centrale binnenplaats een u-vorm ontstaat. Rond 1240 komt er een tweede verdieping op het kasteel. Het is ook de periode van de graven van Carcassonne. De eerste graaf die benoemd wordt door de Karolingen is Bellon. Hij wordt opgevolgd door Oliba II. De graven leiden de streek namens het Karolingische koninkrijk. In de negende eeuw komt de Latijnse term Cité de Carcassonne regelmatig voor in teksten en officiële handvesten. Door problemen van het huis van Barcelona, de rechtmatige eigenaar van de stad, krijgt het huis Trencavel de kans om de stad in 1082 in te nemen. De Trencavel-dynastie voegt de stad bij een groot gebied dat zich uitstrekt van Carcassonne tot Nîmes.
Bernard Ato IV Trencavel, burggraaf van Albi, Nîmes en Béziers heeft de stad doen bloeien en vele gebouwen neergezet. In deze periode vestigt een nieuwe religie, het katharisme, zich met succes in de Languedoc. De burggraaf van Trencavel geeft in 1096 toestemming om de Sint-Nazaire basiliek te bouwen. De stenen die hiervoor gebruikt worden, worden ingezegend door paus Urbanus II. In 1107 willen de inwoners van Carcassonne niets meer weten van de suzereiniteit van Bernard Ato, die beloofd had de stad terug te geven aan de oorspronkelijke eigenaar Raimond-Bérenger III van Barcelona en ze geven gehoor aan de oproep van de graaf van Barcelona om hem te verjagen. Maar Bernard Ato neemt met hulp van Bertrand van Toulouse de macht over de Cité over. In 1120 komen de inwoners van Carcassonne opnieuw in opstand, maar Bernard Ato herstelt enkele jaren later de orde. In 1130 geeft hij opdracht tot de bouw van het Château Comtal, dat bekend staat als palatium en tot het herstel van de Gallo-Romeinse vestingmuren. Vanaf dat moment wordt de Cité van Carcassonne omringd door haar eerste volledige vestingwerk.
In dat tijdperk is de Cité rijk en heeft het tussen de 3.000 en 4.000 inwoners, met daarbij inbegrepen de bewoners van de twee dorpen die onder de stadsmuren zijn gebouwd: het dorp Saint-Vincent ten Noorden en Saint-Michel ten zuiden van de porte Narbonnaise. In 1192 krijgt de stad een consulaat, bestaande uit notabelen en burgers, dat belast is met het besturen van de stad en vervolgens in 1229 gewoonterecht krijgt.
In 1208 roept paus Innocentius III, die geconfronteerd werd met de opkomst van het katharisme, de feodale heersers uit het Noorden op om een Albigenzische kruistocht te beginnen. De graaf van Toulouse, die beschuldigd is van ketterij, en zijn vazal de burggraaf van Trencavel zijn het doelwit van de aanval. Op 1 augustus 1209 wordt de stad belegerd door de kruisvaarders. Raimond-Roger Trencavel geeft zich zeer snel over, op 15 augustus, in ruil voor het leven van zijn inwoners. De dorpen rond de stad zijn vernietigd. De burggraaf sterft op 10 november aan dysenterie in de gevangenis van zijn eigen kasteel. Andere bronnen spreken van een door Simon van Montfort georganiseerde moord, maar dat is niet zeker. Vanaf dat moment dient de stad als hoofdkwartier van de kruisvaarders.
Het land wordt aan Simon van Montfort gegeven, hoofd van het kruisvaarders-leger. Hij overlijdt in 1218 tijdens de belegering van Toulouse en zijn zoon, Amaury VI van Montfort, neemt bezit van de stad, maar blijkt niet in staat deze te besturen. Hij geeft zijn rechten af aan Lodewijk VIII van Frankrijk, maar Raymond VII van Toulouse en de graven van Foix bundelden hun krachten tegen hem. In 1224 neemt Raimond II Trencavel na de ontsnapping van Amaury bezit van de stad. In 1226 wordt een tweede kruistocht ondernomen door Lodewijk VIII en Raimond Trencavel moet vluchten. De stad Carcassonne maakt nu deel uit van het staatsbezit van de koning van Frankrijk die er een seneschalk benoemt. In de stad ontstaat een periode van terreur. Met de vestiging van de inquisitie en de jacht op de Katharen, neemt het aantal brandstapels en aanklachten die in het wilde weg gedaan worden toe. Het huis van de inquisitie is nog steeds te zien binnen de stadsmuren.

### Het koninklijke tijdperk
Lodewijk IX geeft opdracht tot de bouw van de tweede omwalling, zodat de Cité beter belegerd kan worden. In die tijd zijn er veel bedreigingen in de regio: Raimond Trencavel, gevlucht naar Aragon, probeert nog steeds zijn land terug te winnen, en de koning van Aragon, Jacobus I de Overwinnaar, vormt een ernstige bedreiging voor het gebied omdat dat erg dicht bij de grenzen van zijn koninkrijk ligt. Door deze bouwwerken lukt het om de bevolking van de stad over te halen en hun vertrouwen te winnen. De stad maakt deel uit van het grensverdedigingssysteem tussen Frankrijk en Aragon. De eerste bouwactiviteiten worden uitgevoerd aan het tegen de westelijke muur leunende Château Comtal. Dit is omgeven door muren en torens om de bescherming van de afgevaardigden van de koning te waarborgen. Daarna wordt een tweede verdedigingslinie met veertien torens over een afstand van ongeveer anderhalve kilometer in gebruik genomen. Deze omwalling wordt geflankeerd door een barbacane die de omgeving van de Aude controleert.
In 1240 probeert Raimond Trencavel met de hulp van enkele leenheren de stad terug te veroveren. De belegering wordt geleid door Olivier de Termes, een specialist in belegeringsoorlogsvoering. Ze bezetten de dorpen aan de oevers van de Aude en krijgen de hulp van de bewoners die tunnels in hun huizen graven om zo de fundamenten van de omwallingen uit te graven. De dubbele omwalling blijkt doeltreffend te zijn, want het houdt Raimond Trencavel tegen. Het garnizoen, onder leiding van hofmaarschalk Guillaume des Ormes, verzet zich met resultaat. Raimond Trencavel wordt al snel gedwongen om de belegering op te heffen en te vluchten voor de komst van de versterkingen van koning Lodewijk IX.
In 1247 doet hij afstand van zijn rechten op de stad ten gunste van koning Lodewijk IX. De Cité van Carcassonne is definitief verbonden aan het Koninkrijk Frankrijk en valt nu onder de maarschalken.
Vanaf die datum wordt het fort niet meer aangevallen, zelfs niet meer tijdens de Honderdjarige Oorlog. De daaropvolgende ontwikkelingen en uitbreidingen kunnen in drie fasen worden gegroepeerd. De eerste werken beginnen direct na de laatste aanval op de stad. Hierdoor kunnen de omwallingen gerepareerd worden, de ruimte tussen de twee muren kan vlak gemaakt worden, er kan een verdieping op het kasteel gezet worden en de tour de la Justice kan gebouwd worden.
De tweede fase van de bouw vindt plaats onder het bewind van Filips III, bekend als Filips de Stoute: de porte Narbonnaise, de tour de Tréseau, de porte de Saint-Nazaire en het hele omliggende deel van de omwalling kunnen worden gebouwd. Verder kunnen ook enkele Gallo-Romeinse torens hersteld worden en de barbacane van het Château Comtal. De dorpen Saint-Vincent en Saint-Michel zijn tegen de wallen aangebouwd, om te vermijden dat er een heimelijke verstandhouding tussen hun inwoners en de aanvallers kan ontstaan, zoals tijdens de laatste belegering. Uiteindelijk komt er onder het bewind van Filips de Schone een derde en laatste fase van werkzaamheden aan de vesting. Er wordt dan een groot deel van de omwalling vernieuwd waarbij de laatste verdedigingstechnieken worden toegepast. De oude muren aan de westkant worden ook gerenoveerd.
In 1258 wordt met het Verdrag van Corbeil de grens tussen Frankrijk en Aragon bij Carcassonne, in de Corbières, vastgesteld. Lodewijk IX ziet af van zijn suzereiniteit over Catalonië en de Roussillon en in ruil daarvoor laat de koning van Aragon zijn zinnen op het land van de Languedoc varen. Vanaf nu speelt de Cité een belangrijke rol bij de verdediging van de grens. Het vormt een tweede verdedigingslinie achter de voorposten van de kastelen van Peyrepertuse, Aguilar, Quéribus, Puilaurens en Termes, bekend als de "vijf zonen van Carcassonne" en moet de vijand afschrikken. In de 13e eeuw was de Cité van Carcassonne een van de best uitgeruste vestingen in Frankrijk en dient als wapenreserve voor de geallieerden. De Cité wordt nooit aangevallen of bedreigd, dus de troepen die er gestationeerd zijn, worden geleidelijk aan kleiner. Aan het einde van de 14e eeuw is de Cité niet langer in staat om zich te verzetten tegen de nieuwe kruitwapens. Toch blijft de grenssituatie een strategische troef en blijft er een garnizoen bestaan. In 1418 hebben de in de Cité gestationeerde mannen over het algemeen een tweede baan. Aan de overzijde van de Aude wordt in die tijd een nieuwe stad, de benedenstad genaamd, gebouwd in de vorm van een bastide.
De koninklijke periode wordt niet gekenmerkt door veel oorlogen of grote conflicten. In 1272 wordt de graaf van Foix opgesloten in de Cité van Carcassonne door Filips III van Frankrijk. In 1283 wordt een alliantieverdrag ondertekend tussen de koning van Frankrijk en de koning van Mallorca, Jakobus II tegen Peter III van Aragon. Paus Clemens V reist door Carcassonne in 1305 en 1309. In 1355 durft de Zwarte Prins de Cité, die te sterk verdedigd wordt, niet aan te vallen en neemt genoegen met de vernietiging en plundering van de benedenstad. In de 15e eeuw wordt de stad een staatsgevangenis waarin de vijanden van de koning, zoals Johannes IV van Armagnac, gevangen worden gezet. De pest roeit de inwoners van Carcassonne en de Cité in 1557 uit. In 1585 wordt de Cité aangevallen door de hugenoten, maar zij worden door de "mortes-payes" tegengehouden.
Tussen 1560 en 1630, tijdens de godsdienstoorlogen, blijft de Cité een belangrijk militair middel voor de katholieken. De Cité wordt aangevallen door de protestanten. In 1575 probeert de zoon van Sire de Villa het fort aan te vallen. In 1585 doen Montmorency's mannen hetzelfde, maar ook nu is het geen succes …
De dood van Hendrik III leidt tot conflicten tussen de inwoners van de benedenstad die trouw zijn aan Hendrik IV, zijn legitieme opvolger, en aan de hertog van Montmorency. De Cité weigert om de nieuwe koning te erkennen en kiest de kant van de Heilige Liga.
Tijdens de gewelddadige gevechten die bijna twee jaar duren, worden de voorsteden van de Cité, die nabij de Porte de l'Aude liggen, verwoest. Deze laatste is ommuurd en de wijk Trivalle wordt in brand gestoken. In 1592 voegen de inwoners van de stad zich weer bij de koning.

### Het verlaten van de Cité
In de 17e eeuw begint de Cité leeg te lopen. In 1657 wordt het presidiaal, de rechtsmacht ter plaatse in Carcassonne, verplaatst naar de Cité in de benedenstad. In 1659 verliest de Cité van Carcassonne zijn strategische positie als gevolg van de ondertekening van het Verdrag van de Pyreneeën, waardoor de Roussillon met Frankrijk verbonden wordt en waardoor de grens tussen Spanje en Frankrijk daar komt waar hij nu nog steeds is. Geleidelijk verlaten de vermogende inwoners de Cité en wordt het een arme buurt, bewoond door wevers. De omwalling wordt al gauw bezet door een honderdtal arbeidershuisjes, voornamelijk krotten. De torens worden voorzien van kelders en zolders. De Cité gaat hard achteruit.
De benedenstad floreert dankzij de stoffenindustrie. Het belangrijkste religieuze centrum van de stad, de kathedraal Saint-Nazaire, blijft toch tot aan de Revolutie in de Cité. In 1790 wordt het kapittel afgeschaft. Het bisschoppelijk paleis en het klooster worden verkocht en in 1795 vernietigd. In 1801 wordt de bisschopszetel zelfs verplaatst van de kathedraal Saint-Nazaire naar de kerk Saint-Michael in de benedenstad. In 1794 worden de archieven in de Schattentoren verwoest door een brand.
Tijdens het ancien régime en daarna tijdens de Revolutie, wordt de Cité op militair gebied teruggebracht tot arsenaal, een opslagplaats voor wapens en ‘levensmiddelen. Daarna, tussen 1804 en 1820, wordt het van de lijst van vestingsteden gehaald en verlaten; de Cité wordt in de tweede categorie geplaatst. De bovenstad verliest zijn gemeentelijke autonomie en wordt een wijk van Carcassonne. Het Château Comtal wordt een gevangenis. Het leger staat klaar om de Cité over te dragen aan slopers en werkmannen die de stenen opnieuw gaan gebruiken.
Door toename van de armoede krijgt de stad te maken met een sociale achteruitgang, maar ook met een achteruitgang van de bevolkingsgroei. Tussen 1819 en 1846 daalt het aantal inwoners in de bovenstad terwijl de bevolkingsgroei in de benedenstad stijgt. Deze bevolkingsafname gaat door in de tweede helft van 19e eeuw. Tussen 1846 en 1911 verliest de Cité 45% van zijn bevolking en gaat het aantal inwoners van 1351 naar 761.

### De redding van de Cité
Voor de inwoners van Carcassonne is de middeleeuwse Cité op de moeilijk toegankelijke heuvel, met zijn smalle straatjes, vervallen vestingmuren en omwallingen een onaantrekkelijke buurt, waarmee de nieuwe stad, gevormd door de bastide Saint-Louis of de benedenstad een contrast vormde. De vestingmuren worden door de bouwers als steengroeve gezien. De afkeer van de bewoners voor de Cité leidt tot de achteruitgang ervan. De torens raken in verval en de meeste worden omgebouwd tot werkplaatsen, loodsen en andere opslaggebouwen. De omwallingen worden geleidelijk aan volgebouwd (in de 19e eeuw telt de overheid er 112 huizen). De afbraak van de Cité wordt dan gepland.
De Cité wordt gered van totale vernietiging door Jean-Pierre Cros-Mayrevieille, notabele en historicus, die aan de voet van de Cité woont. Al in 1835 wordt hij geraakt door de afbraak van de schietgaten omdat de stenen hiervan geplunderd worden door lokale bouwers. Aan hem zijn de eerste echte opgravingen te danken van de kathedraal van de Cité en de ontdekking van de kapel van bisschop Radulphe. Voor de schrijver Prosper Mérimée, hoofdinspecteur van monumentenzorg, is het liefde op het eerste gezicht voor dit noodlijdende monument. De architect Eugène Viollet-le-Duc die met de restauratie van de Saint-Nazairekerk is begonnen, krijgt de opdracht om onderzoek te doen naar de restauratie van de Cité. In 1840 komt de basiliek Saint-Nazaire in de Cité, onder bescherming van de monumentenzorg. Deze bescherming geldt in 1862 ook voor alle stadswallen.
In 1853 gaf Napoleon III zijn goedkeuring aan het restauratieproject. De financiering werd voor 90% ondersteund door de staat en voor 10% door de stad en de departementsraad van de Aude. In 1855 werd begonnen met de werkzaamheden aan het west-zuidwestelijke deel van de binnenste omwallingen, maar deze werkzaamheden bleven beperkt. In 1857 werden de werkzaamheden vervolgd met de torens van la porte Narbonnaise en de hoofdingang van de Cité. De vestingwerken werden hier en daar versterkt, maar het meeste werk zat in de restauratie van de daken van de kantelen en van de torens van het Château Comtal.
Er werd bevel gegeven tot onteigening en de afbraak van de gebouwen op de omwallingen. In 1864 kreeg Viollet-le-Duc nog middelen om de porte de Saint-Nazaire en buitenste omwallingen van het zuidelijke front te restaureren. In 1874 werd de Schattentoren gerestaureerd.
Vergelijking tussen de staat van de Cité voor en na de werkzaamheden van Viollet-le-Duc.
Eugène Viollet-le-Duc liet veel schetsen en tekeningen na van de Cité en zijn aanpassingen. Na zijn dood in 1879 neemt zijn leerling Paul Boeswillwald de fakkel over en daarna de architect Henri Nodet. En 1889 was de restauratie van de binnenste omwallingen klaar. De restauratiewerkzaamheden van het Château Comtal begonnen in hetzelfde jaar en in 1902 werden de grote werkzaamheden voltooid en de omgeving van de Cité werd aangelegd en ontruimd. In 1911 werden de laatste huizen op de omwallingen afgebroken en de restauratiewerkzaamheden werden in 1913 als afgerond beschouwd.
Slechts 30% van de stad werd gerestaureerd. Gedurende de restauratiewerkzaamheden nam de kanunnik Léopold Verguet vele foto’s en verrichtte hij herstelwerkzaamheden. Deze foto's geven een beeld van de werkzaamheden en het leven in de Cité in deze tijd. Een andere fotograaf, Michel Jordy, historicus en archeoloog, draagt ook bij aan de bescherming van de stad met zijn onderzoeken en foto's. Hij is ook de grondlegger van het hotel van de Cité.

### Een omstreden restauratie
Al in 1850 werden de restauraties van Eugène Viollet-le-Duc zwaar bekritiseerd. De critici, zoals Hippolyte Taine, hekelen het verschil tussen nieuwe onderdelen en geruïneerde onderdelen, aangezien deze laatste meer charme hebben. Anderen, zoals Achille Rouquet of François de Neufchâteau, betreuren het overdreven gotische karakter en de aanpassingen die in de stijl ‘Viollet-le-Duc’ zijn. Tegenwoordig onderstrepen historici vooral de fouten van de restaurateur. Joseph Poux betreurt de slechte restauratie van de deuren en ramen van de Visigotische torens en van de erkers in de vestingmuren van de Porte de l'Aude.
Maar het zijn vooral de keuzes die gemaakt werden voor de restauratie van de daken die sterk bekritiseerd werden. Viollet-le-Duc, met zijn ervaring in het restaureren van kastelen in het noorden van Frankrijk, koos ervoor om de torens te bekleden met kegelvormige leistenen daken, die afsteken bij de platte daken die bedekt waren met romaanse dakpannen van de kastelen in de regio. Deze keuze was voor hem geschiedkundig gezien logisch omdat Simon de Monfort en de andere ridders die deelnamen aan de Albigenzische kruistocht allemaal uit het noorden kwamen. Mogelijk namen deze "noorderlingen" hun eigen architecten en technici mee. Daarnaast vond Viollet-le-Duc tijdens zijn restauraties van de Cité veel restanten van leisteen. Daarom zijn er tegenwoordig verschillende soorten dakbedekking te zien in de stad Carcassonne.
De ophaalbrug, die toegevoegd is aan de ingang van de porte Narbonnaise, wordt ook aangehaald als voorbeeld van een foutieve reconstructie. Bovendien worden sommige restauraties soms als te perfect beschouwd en lijken ze zo minder authentiek te zijn. Maar, ondanks zijn fouten wordt nu echter geoordeeld dat Eugène Viollet-le-Duc opmerkelijk architecturaal werk heeft verricht dat de bezoekers een coherent, zo niet een betrouwbaar beeld van de Cité van Carcassonne heeft gegeven. Zo behouden de restauratiewerkzaamheden die vandaag de dag worden uitgevoerd de wijzigingen die de architect aan het oorspronkelijke model heeft aangebracht, omdat ze nu deel uitmaken van de geschiedenis van het monument.

### 20e en 21e eeuw
In 1903 werd de Cité overgedragen van het Ministerie van Oorlog naar het Ministerie van Schone Kunsten en in 1918 verliet het leger de Cité van Carcassonne voorgoed. Op 1 september 1909 opende het Hôtel de la Cité zijn deuren. Het werd gebouwd in de Cité zelf, tussen het Château Comtal en de kathedraal van Saint-Nazaire. Dit neogotische bouwwerk lokte destijds vele protesten uit. In 1926 breidde monumentenzorg haar bescherming uit door het gebied vlak bij de resten van de schietgaten aan de Aude, de toegang en de porte de l’Aude op de monumentenlijst te plaatsen, als ook de Grand Puits als monument te bestempelen. In 1942 breidde de lijst nog uit met het, in drie keer, toevoegen van de gebieden rondom la Cité. Door deze uitbreiding kon de directe omgeving van de omwalling beschermd worden door eventuele bouwwerken tegen te houden.
In 1944 werd de stad Carcassonne bezet door Duitse troepen die het Château Comtal gebruikten als opslagruimte voor munitie en explosieven. Bewoners werden verjaagd uit de Cité. Schrijver Joë Bousquet was verontwaardigd over deze bezetting en vroeg de prefect in een brief om bevrijding van de stad, die door alle landen werd beschouwd als een kunstwerk dat moet worden gerespecteerd en vrij moest zijn. In 1961 werd in het Château Comtal een museum gevestigd. Vervolgens is de Cité in 1997 door de UNESCO op de werelderfgoedlijst geplaatst. Tegenwoordig is de Cité uitgegroeid tot een belangrijke toeristische plek die jaarlijks meer dan 2 miljoen bezoekers ontvangt. Dankzij de plaatsing op de monumentenlijst kan de staat subsidies ontvangen voor het onderhoud van deze plek. In ruil daarvoor moet het de architectuur van de omgeving respecteren bij het bouwen of renoveren en moet het de Cité openstellen voor bezoekers. De historische monumenten organiseren de bezoeken en het beheer van het Château Comtal. In 2006 en 2007 hebben ze de rondleiding vernieuwd door het toevoegen van een projectiezaal en nieuwe bewegwijzering. In 2014 werd begonnen met de werkzaamheden om de wallen te beveiligen aan de westkant met een hoofdarchitect van de monumenten, zodat de route aan de bezoeker aangeboden kan worden. De werkzaamheden werden uitgevoerd door steenhouwers die gespecialiseerd zijn in het restaureren van architectonisch erfgoed.

## De architectuur van de Cité
De krijgskunst heeft de architectuur van de Cité van Carcassonne sterk beïnvloed. Het verdedigingssysteem is uitzonderlijk vanwege de omvang, de complexiteit en de kwaliteit van de instandhouding. Het is het grootste fort van Europa.

## Plattegrond van de Cité
Opmerkelijke delen van de Cité zijn de twee ommuringen en verschillende gebouwen. Op de kaart hiernaast staat de locatie van deze gebouwen die beschreven worden in de volgende paragrafen. De binnenste ommuring en de poorten worden in het rood weergegeven, terwijl de buitenste ommuring en de barbicans in het geel worden weergegeven:
1. Porte Narbonnaise en barbacane Saint-Louis,
2. Porte en barbacane Saint-Nazaire,
3. Porte d'Aude,
4. Porte du Bourg en barbacane Notre-Dame,
5. Château Comtal, omgeven door een sloot en gebouwd langs de binnenste omwalling,
6. Barbacane aan de oostkant die de toegang tot het kasteel beschermt,
7. Barbacane de l'Aude, tegenwoordig vernietigd,
8. Saint-Nazaire-kerk.

### De omwalling en de torens
Het materiaal dat gebruikt is voor de bouw van de wallen en torens is de steen waarvan het plateau waarop de stad is gebouwd, is gemaakt. Het is zandsteen of molasse uit Carcassonne die werd gewonnen van het plateau zelf of van de omliggende heuvels. Twee wallen, die de stad omringen, worden gescheiden door een vlakke ruimte: de dwingels. Dit systeem had, ten tijde van de implementatie (vóór de veralgemening van de artillerie), veel defensieve voordelen. Ze konden hierdoor belagers langs twee vuurlijnen aanvallen. De buitenste omwalling, wanneer deze werd overschreden, vertraagde de belagers en verdeelde hen. De aanvallers waren, zodra ze de vuurlinies bereikten, bijzonder kwetsbaar in deze ruimte zonder schuilplaats. Door de dwingels konden de ridders bovendien makkelijk vechten. Er zijn de lage dwingels, aan de noordkant die van de porte Narbonnaise tot aan de porte de l’Aude lopen waar de oudste omwallingen zijn die dateren uit de tijd van de Visigoten en de hoge dwingels, in het zuiden gelegen, waar de meest recente muren gebouwd zijn onder Filips de Stoute.
De eerste omwalling, gebouwd op een pijler in de rotsen, komt uit het Gallo-Romeinse tijdperk: hierdoor hadden ze overzicht op de vallei en op de loop van Aude. De grondmuren van deze omwalling zijn nog zichtbaar vanaf de dwingel. Ze zijn gebouwd met dikke stenen en een harde mortel. De muur van de omwalling was twee tot drie meter dik. Deze omwalling had een omtrek van 1070 meter en beschermde een stad van zeven hectaren. Ze is gebouwd uit puinstenen en rijen bakstenen. Deze bakstenen zorgden voor de stabiliteit van de constructie dankzij hun flexibiliteit en compenseerden eventuele verzakkingen.
Er zijn nog steeds zeventien torens van Gallo-Romeinse oorsprong, min of meer herbouwd, van de dertig torens die oorspronkelijk deel uitmaakten van deze ommuring. Slechts één toren was rechthoekig van opzet, la tour Pinte. De andere torens in de westelijke wallen van de Cité zijn herkenbaar dankzij hun hoefijzervorm aan de buitenkant en hun platte vorm aan de binnenkant. Het onderste deel van de torens, met een diameter tussen 4,50 en 7 meter, is gemaakt van massief metselwerk, dat een bijzonder stevige fundering vormde. De bovenste niveaus hebben grote boogvormige openingen die effectief waren voor de slingerwapens van de verdedigers. Een systeem van kantelramen zorgde voor de verdediging en bescherming van deze grote openingen. De torens werden bedekt met dubbelzijdige platte dakpannen. De hoogte van de torens varieerde van 11,65 m tot 13,70 m.

### Middeleeuwse verdedigingswerken
Systeem van de torens op een schets van Eugène Viollet-le-Duc
Tijdens de 13e eeuw gaven de Franse koningen opdracht tot de bouw van een tweede buitenmuur rond de stad. De torens waren rond, vaak laag en zonder dak om geen schuilplaats te bieden aan aanvallers, die ze zouden hebben ingenomen om zich te beschermen tegen de schoten uit de binnenste muur. De ommuring is omgeven door een droge sloot, behalve op plaatsen waar door het hoogteverschil deze verdediging niet nodig was. De ruimte tussen deze muren is ingericht als dwingel, die in tijden van rust wordt gebruikt voor allerlei activiteiten. De muren zijn tien tot twaalf meter hoog.
De binnenste muur is gemoderniseerd onder Filips de Stoute en Filips de Schone. De Narbonnaise-ingang, de Porte van Saint-Nazaire en de Schattentoren werden gebouwd. Deze gebouwen kenmerkten zich door de indrukwekkende hoogte van de muren en het gebruik van rustieke stenen. De constructie van de ommuring is ingewikkelder en rust op diepere funderingen dan de Gallo-Romeinse ommuring, aangezien deze de rots van het plateau bereikt. Door de constructie van de ommuring en de dwingels moest het natuurlijk aflopende terrein worden weggehaald. Een deel van de buitenste funderingen van de Gallo-Romeinse ommuring werd door dit graafwerk blootgelegd en moest worden geconsolideerd.
Via de borstwering kon je heel de Cité rondgaan door over de torens te lopen. In de Middeleeuwen werd de courtine verbreed, dankzij een systeem van opgehangen houten kaders die een schuilplaats boven de open plek creëerden. Door dit systeem, dat te paard op de omwalling werd aangebracht en bekend stond als uitspringende torenomloop, konden de kruisboogschutters met precisie in het midden van de dwingels vuren. Wachttorens werden gebouwd op het uitspringende delen van bepaalde muren, zoals de Vade-wachttoren.
Middeleeuwse torens verschilden van Romeinse torens door hun karakteristieke uitwendige vorm met een koepelvormige buitengevel en een vlakke gevel aan de binnenkant te houden. De houten ladders werden vervangen door stenen binnentrappen. De basis van de torens was bol, zodat projectielen weer terugschoten vanaf de toren naar de aanvallers die zich aan de voet van de toren bevonden.

### De poorten
De omwalling wordt doorbroken door vier hoofdpoorten die toegang geven tot de Cité. De poorten zijn gericht op de vier windstreken.

### De porte Narbonnaise
De porte Narbonnaise, gelegen in het oosten, is rond 1280 gebouwd tijdens de regering van Filips III (Filips de Stoute). Het dankt zijn naam aan zijn ligging richting Narbonne en volgt het nu verdwenen château Narbonnais op dat toezicht hield op de hoofdingang van de stad. Het château Narbonnais was in de 11e en 12e eeuw in handen van het huis Trencavel door de heren Termes. In de 19e eeuw herbouwde Viollet-le-Duc van 1859 tot 1860 de kantelingen en het leistenen dak en voorzag het kasteel van een nep-ophaalbrug die oorspronkelijk niet bestond.
Het bestaat uit twee imposante torens, versterkt met dijken om de schoten van de aanvallers af te weren. De poort werd beschermd door een dubbel valhek en daarbij nog een opening waardoor verdedigers voorwerpen op hun aanvallers konden laten vallen en schietgaten. Deze torens hebben drie verdiepingen. De begane grond en de eerste verdieping zijn gewelfd, terwijl de bovenste verdiepingen een eenvoudige zoldering hebben. De noordelijke toren heeft een kelder voor proviand, terwijl de zuidelijke toren een waterreservoir bevat, om te voorzien in de behoeften van de torenverdedigers tijdens een lange belegering. Daarboven is een nis met een klaverbladkroon waarin een beeld van de Maagd is geplaatst. Deze poort wordt beschermd door de Saint Louis barbacane die er tegenover staat. Vanuit de uitkijktoren aan de rechterkant van de poort kon direct op de aanvallers geschoten worden wanneer die erin slaagden om bij de barbacane te komen.

### De porte Saint-Nazaire
In het zuiden ligt de porte Saint-Nazaire in de toren met dezelfde naam, een van de twee vierkante torens in de Cité. Het is een complex verdedigingsapparaat; het was erg beschadigd en Viollet-le-Duc heeft het tussen 1864 en 1866 gereconstrueerd.
De toren beschermt de kathedraal Saint-Nazaire die zich net achter de toren bevindt, op 25 meter afstand in de Cité. Hij is voorzien van vier wachttorens; de doorgang die toegang geeft tot de omwalling bestaat uit een bocht van negentig graden. Elke ingang van deze doorgang wordt beschermd door verdedigingssystemen: werpgangen, valhekken en deuren met vleugels.
De toren heeft twee verdiepingen die goed zijn ingericht om het garnizoen te stationeren en het heeft een open haard en twee inbouwkasten. Het platform in de top van de toren is ontworpen om een lange-afstands oorlogsmachine te herbergen.

### De porte d’Aude
In het westen staat de porte d’Aude tegenover de rivier met dezelfde naam en ligt vlak bij het Château Comtal. Deze poort wordt verlengd met de barbacane van de Aude, die in 1816 gedeeltelijk wordt afgebroken voor de bouw van de kerk van Saint-Gimer. Alleen de door gekanteelde muren omringde oprijlaan is overgebleven. Het defensieve systeem van deze poort is ingewikkeld. Hoge arcades verbergen valse deuren die nergens naartoe leidden: dit systeem is bedoeld om de vijand te misleiden. Bovendien hebben de vele kronkelende gangen verschillende niveaus, waardoor er een valstrik ontstaat waarin de aanvallers gevangen komen te zitten en van alle kanten aangevallen kunnen worden. De Porte d’Aude combineert zeer geavanceerde passieve en actieve verdedigingssystemen.
De oprijlaan begint vanaf de barbacane die er niet meer is en geeft toegang tot de poort. Hij gaat aan de westkant met scherpe bochten de helling omhoog en doorkruist dan een eerste poort en daarna een tweede. De voorpoort verdedigt deze toegang en ligt tussen de binnenste en buitenste omwalling. De binnenste omwalling is hier verhoogd en gestut met een driedubbele steunbeer die gebouwd is in de 13e eeuw. De eigenlijke poort is van oorsprong Visigotisch met zijn romaanse bogen, afgewisseld met bakstenen. Boven de ingang bevindt zich een enorme brede muuropening en een erker in de vestingmuur die niet van feodale oorsprong zijn, maar door Viollet-le-Duc tijdens de restauratie zijn toegevoegd. Deze poort, met zijn typisch middeleeuwse uiterlijk, is gebruikt als decor voor vele filmopnames zoals Les Visiteurs, Robin Hood: Prince of Thieves of Le Corniaud.

### De porte du Bourg of de Rodez
In het noorden kwam de porte du Bourg of de Rodez uit op het oude stadje Saint-Vincent. Hij is ingegraven in de omwalling en werd verdedigd door de barbacane Notre-Dame et de Mourétis-toren. De tamelijk eenvoudige poort is gebouwd in de omwalling tussen twee torens. Hij krijgt maar weinig verdediging. Ten tijde van de Visigoten werd de poort verdedigd door een soort uitbouw waarvan een muur in de richting van Saint-Vincent ging. Dit bouwwerk werd later vervangen door een barbacane op de buitenste omwalling, de barbacane Notre-Dame.

### Het Château Comtal
Het Château Comtal leunt tegen de westelijke ommuring op het steilste punt van de helling. Het is parallellogramvormig en die loopt van het noorden naar het zuiden en is gebouwd met twee uitgangen ten westen van de porte de l’Aude en ten oosten in de Cité. Het kasteel werd in twee fases gebouwd.
Bernard Ato IV Trencavell begint met de bouw in de romaanse periode rond 1130 om het eenvoudige kasteel te vervangen dat waarschijnlijk lag op de plaats van de porte Narbonnaise. Het kasteel bestaat uit twee L-vormige gebouwen waarboven een uitkijktoren uitsteekt, de tour Pinte. In het noorden bevindt zich een kasteelkapel die gewijd is aan de Maagd Maria, waarvan tegenwoordig alleen nog maar de apsis bewaard is gebleven. Het kasteel werd slechts door een omheining gescheiden van de rest van de Cité.
Ten tijde van de koninklijk periode, tussen 1228 en 1239, werd het kasteel volledig herbouwd als een vesting binnen de stad. Een barbacane, bestaande uit een omloop en een van kantelen voorziene borstwering, verspert de ingang van het kasteel net voor de sloot die er helemaal omheen loopt tot aan de binnenste omwalling. De toegangspoort van het kasteel, omgeven door twee torens bestaat uit een werpgang, een valpoort en deuren met vleugels. De toegangsbrug bestaat voor een deel uit een vaste brug, gevolgd door een deel bestaande uit een weegbrug en een ophaalbrug die in werking wordt gesteld door contragewichten vlak bij de valpoort van de toegangspoort. Muren vervangen de originele omheining en omringen alle gebouwen. Een stelsel van uitspringende toren omlopen rustten op de omwalling zoals Viollet-le-Duc die in de oude staat terug had gebracht.
Het kasteel en zijn omwalling bestaat uit negen torens waarvan twee uit de Visigotische tijd: de tour de la chapelle en de tour Pinte. De tour Pinte is een vierkante uitkijktoren, de hoogste van de Cité. Alle andere torens zien er aan de binnen- en buitenkant hetzelfde uit, omdat ze in dezelfde tijd gebouwd zijn in de 12e eeuw. Deze torens bestaan uit drie etages en een begane grond. De begane grond en de eerste verdieping hebben gewelfde plafonds, terwijl de bovenste verdiepingen eenvoudige vloeren hebben. De communicatie tussen de verdiepingen verloopt via gaten in de gewelven en vloeren die als megafoons dienen. De gereconstrueerde omheiningen van Viollet-le-Duc sierden waarschijnlijk de omwalling en de torens, zoals te zien is in de huidige reconstructie.
De toegang tot het kasteel leidt naar een rechthoekig voorplein, omgeven door gebouwen die tussen de 12e en 18e eeuw vele malen veranderd zijn. De noord- en oostelijke muren van de binnenplaats worden geflankeerd door eenvoudige portieken, terwijl in het zuiden en oosten twee gebouwen staan. De zuidelijke muur bevat de keukens en biedt toegang tot een tweede binnenplaats. Het bevatte een gebouw dat nu is vernietigd, maar waar nog steeds zichtbaar is waar de balken van de eerste verdieping en verschillende ramen hebben gezeten. Op deze binnenplaats staat ook de tour de Pinte. Onder deze binnenplaats legde de eerste conservator van de Cité, Pierre Embry, in 1926 een mozaïek van 40 m² bloot dat waarschijnlijk de vloer van een Romeins adellijk huis bedekte.

### De Saint-Nazaire-basiliek
De basiliek Saint-Nazaire, gebouwd van zandsteen (buitenzijde) is een kerk van romaanse oorsprong waarvan de oudste delen dateren uit de 11e eeuw. Op deze plaats stond oorspronkelijk een Karolingische kathedraal waarvan vandaag de dag geen enkel spoor meer te vinden is.
Aan het begin van het hoogtepunt van de romaanse kunst was het eerst een eenvoudige kerk die in 1096 door Paus Urbanus II werd gezegend en ingewijd als kathedraal op aandringen van de familie Trencavel, die start met de bouw van een nieuw, groter gebouw. Van dit gebouw zijn alleen nog maar de eerste twee pilaren van het schip en de crypte overgebleven. Uit de verslechterde staat kan opgemaakt worden dat het een eerder werk was. Het volgt het plan van de oude apsis. In de 12e eeuw werd het huidige schip gebouwd met zes traveeën, dat intact werd gelaten tijdens de uitbreidingen in de gotische periode, Het 11e-eeuwse romaanse chevet werd toen wel vernietigd. Het romaanse portaal werd in de 19e eeuw tijdens de restauratie door Viollet-le-Duc volledig herbouwd.
De basiliek wordt vergroot met een rijzig dwarsschip en koor, beeldhouwwerken en gebrandschilderde ramen die tot de mooiste van Zuid-Frankrijk behoren. Dit vindt plaats tussen 1269 en 1330 in de gotische stijl die door de nieuwe heersers in de regio wordt meegenomen. Een kerkvorst die ook bouwer was, Pierre de Rochefort, financierde de bouw van een groot deel van de versieringen en de voltooiing van de gewelven. Zijn wapen is te zien in het koor, de apsis en in de zuidelijke arm van het dwarsschip, terwijl in de kapel aan de noordkant het gedenkteken van het overlijden van de schenker te zien is. Een andere persoon, Pierre Rodier, bisschop van Carcassonne, heeft zijn wapen in de kapel van de zuidelijke zijbeuk.
De renovaties van Eugène Viollet-le-Duc hebben de buitenkant van de basiliek grotendeels veranderd, maar het interieur is het meest opmerkelijk. De twee stijlen, Gotisch en Romaans, overlappen elkaar in de glas-in-loodramen, de beeldhouwwerken en alle versieringen van de kerk heen. De gevels hebben veel glas-in-loodramen uit de 13e en 14e eeuw: deze verbeelden scènes uit het leven van Christus en zijn apostelen.
Tot in de 18e eeuw blijft de kathedraal Saint-Nazaire echter het belangrijkste religieuze middelpunt van Carcassonne. Aan het einde van het ancien régime had het kapittel van de kathedraal zelfs een paar muzikanten met een organist, een muziekleraar en minstens vijf koorknapen. In 1790 werd het kapittel echter opgeheven. Pas in 1801 werd de kerk ontdaan van haar rang van kathedraal van Carcassonne ten gunste van de kerk van Saint-Michel, gelegen in de bastide buiten de Cité. Deze verschuiving vindt plaats terwijl de stad door haar inwoners wordt verlaten ten gunste van de benedenstad. De titel van basiliek werd in 1898 door paus Leo XIII verleend.
In de buurt van de kathedraal woonde een gemeenschap van kanunniken met een kapittelzaal en een slaapzaal in het oosten, de refter en de keukens in het zuiden en de kelders en stallen in het westen. Maar alle gebouwen worden in 1792 gesloopt. Ten zuiden van het gebouw stond ook een klooster.
Op die locatie staat sinds 1908 een openluchttheater.

## Het leven in de Cité
Vele historici hebben het leven in de Cité bestudeerd. In het feodale tijdperk is de familie Trencavel rijk omdat ze veel grond hebben en verschillende rechten en de leenheren en de entourage van het hof waren tamelijk welvarend. Het Château Comtal is fraai gedecoreerd en de plaats trekt veel troubadours aan. Het leven van de Cité wordt bepaald door kermissen en markten. In 1158 keurt Roger de Béziers het goed dat op twee jaarlijkse markten handelaars en klanten beschermd worden door de Burggraaf. De Cité heeft een lokale munt, wat bewijst dat de cité vitaal en rijk is. De handel is belangrijk en biedt voor veel mensen een levensonderhoud. Het voedsel is overvloedig en gevarieerd: gezouten varkensvlees, tarwebrood, snoek, kool, rapen, bonen, etc. ...
In de koninklijke tijd is de Cité niet meer zo actief. Garnizoenen spelen nu een dominante rol. De koning heeft het instituut van de ‘sergents d’armes’ opgericht. Dit zijn soldaten die de opdracht hebben om de stad te bewaken. Ze krijgen het bevel van een opperbevelhebber, die de wachttorens en de verschillende bewakingsrondes van de sergeanten bepaalden. Het aanvankelijk aantal van 220 mannen, daalde in de 14e eeuw tot 110. Deze “sergenteries” werden in 1336 overerfbaar.
Een tekst uit 1748 beschrijft nauwkeurig de ceremoniële oprichting van patrouilles en bewakers. Het beschrijft ook de voor- en nadelen van deze functie. Soldaten werden beloond met een eeuwigdurend loon dat het garnizoen de naam "mortes-payes" gaf. De Cité was ook uitgerust met verdedigings- en oorlogswapens. Een inventaris van 1298 beschrijft apparaten waarmee geschoten kon worden, zoals een katapult, een pijlwerpend artilleriewapen en mangonels, belegeringsapparatuur zoals balken, ontmantelde torenomlopen en alles wat nodig is om een aanvalsloopgraaf te maken, transportmiddelen zoals tanks, bouwmateriaal met veel reserveonderdelen en apparatuur voor de opslag van voedsel, met name voor de opslag van water, belangrijk in tijden van belegering. Het diende dus als een reserve om de verschillende veldslagen die in de regio plaatsvonden te bevoorraden. Toen de benedenstad zich ten koste van de bovenstad ontwikkelde, veranderden de leefomstandigheden in de Cité enorm. In de 19e eeuw, nadat het leger de stad had verlaten, werd de stad, ingesloten in haar dubbele muur, een verlaten wijk waar de ellende allemaal bij elkaar kwam.
Alleen de arme wevers wonen op de dwingels in krotten die tegen de muren aangebouwd zijn in hygiënische omstandigheden die de Middeleeuwen waardig zijn. Aan het einde van de 19e eeuw worden de bewoners van de huizen op de dwingels geleidelijk aan onteigend en worden de dwingels in hun oorspronkelijke staat hersteld. Viollet-le-Duc ziet deze actie als een schoonmaakoperatie. De verdreven bevolking verhuist deels naar de benedenstad en deels binnen de muren van de Cité. Tegenwoordig is het dagelijks leven in de Cité niet altijd gemakkelijk. De steegjes zijn smal, moeilijk toegankelijk en de huizen zijn vervallen, maar de authenticiteit van de plek trekt veel bezoekers. De Cité heeft verschillende hotels, waaronder een luxe hotel, het "Hôtel de la Cité", een jeugdherberg en vele restaurants en souvenirwinkels.

## Legende van Dame Carcas
Dame Carcas is een legendarisch figuur uit de stad Carcassonne. Volgens de legende is zij de vrouw van Ballak, de moslimprins van Carcassonne, die gedood is in de strijd tegen Karel de Grote. Na de dood van haar man zou zij de verdediging van de stad tegen het Frankische leger op zich hebben genomen en het leger hebben teruggedreven. Prinses Carcas zou eerst een list hebben gebruikt die bestond uit het maken van nep-soldaten die ze had gemaakt en in elke toren van de stad had geplaatst. De belegering duurde 5 jaar. Maar aan het begin van het zesde jaar werden voedsel en water steeds schaarser. Dame Carcas wilde een inventarisatie maken van alle voorraden die nog over waren. Omdat de stad Saraceens is, is een deel van de bevolking moslim en eet dus geen varkensvlees. De dorpelingen brachten haar een varken en een zak tarwe. Ze had het idee om het varken de hele zak tarwe te voeren en het vervolgens vanaf de hoogste toren van de stad aan de voet van de buitenste wallen naar beneden te gooien. Karel de Grote en zijn mannen waren ervan overtuigd dat er nog steeds veel soldaten in de stad waren en dat ze genoeg voedsel hadden, want er werd een varken verspild dat gevoed was met tarwe en dus braken ze de belegering op. Toen ze het leger van Karel de Grote het open veld voor de stad zag verlaten, besloot Dame Carcas, vervuld van vreugde over de overwinning van haar krijgslist, alle klokken van de stad te luiden. Een van Karel de Grote's mannen riep uit: "Carcas sonne! " (Carcas luidt de bel) … en zo ontstond de naam van de stad.

## Toerisme
Al in de 19e eeuw trekt de stad Carcassonne veel geleerden aan. Zo kwamen in 1905 tussen juli en oktober 8.366 buitenlanders op bezoek in de Cité. In 1913 waren er 50.000 toeristen. In de loop der jaren is de Cité van Carcassonne een zeer populaire toeristische trekpleister. Winkels en bedrijven vestigen zich in de stad en er worden veel ansichtkaarten uitgegeven. Deze toestroom van toeristen levert de Cité economisch gezien veel op. Deze toestroom van bezoekers, waarvan het hoogtepunt in de zomer ligt, heeft echter ook veel negatieve gevolgen voor het landschap, de infrastructuur, de architectuur en het leven van de stad. Om de ontvangst van de toeristen te verbeteren en het milieu en de infrastructuur te beschermen, hebben de stad Carcassonne en het Ministerie van Ecologie en Duurzame Ontwikkeling gezamenlijk een actieprogramma opgezet, genaamd ‘Opération grand site’. Deze actie heeft tot doel de stad en haar omgeving weer in goede staat te brengen en te verbeteren.
Tegenwoordig probeert de agglomeratie rond Carcassonne, de inkomsten te verhogen die verkregen worden uit de uitgaven van de bezoekers van de Cité van Carcassonne. Het grote probleem is dat de stroom toeristen zich beperkt tot een bezoek aan de Cité, waar ze gemiddeld vier uur doorbrengen.
De benedenstad heeft maar weinig baat bij de aantrekkingskracht van de Cité, omdat het een excursiebestemming is en geen vakantiebestemming. Bezoekers geven de voorkeur aan een kort verblijf van 1,5 dag, voornamelijk in een hotelaccommodatie, en maken weinig gebruik van toeristenverblijven en lokale campings. De bezoekers zijn te verdelen in vakantiegangers uit badplaatsen aan de kust, lokale toeristen en buitenlanders die de stad bezoeken in het kader van een rondreis door Europa. De Cité blijft echter een "speciale aanbieding" voor de rest van de Aude, het Katharenland en de omgeving van Carcassonne. Sinds maart 2008 is een locoburgemeester speciaal belast met de Cité en de ‘Opération grand site’.
Elk jaar organiseert de stad verschillende evenementen binnen de Cité:
- Het Festival de la Cité vindt elke zomer plaats in het theater Jean Deschamps in het hart van de Cité en biedt de mogelijkheid om verschillende toneelstukken, opera's en concerten te zien.
- Het vuurwerk van de Cité vindt elk jaar plaats op 14 juli en is een uniek vuurwerk dat jaarlijks bijna 700.000 toeschouwers trekt.
- De ‘marathon de la Cité’ vindt begin oktober plaats in de stad Carcassonne en omgeving.
- De ‘Médiévales’ is een show waarin middeleeuwse gebeurtenissen worden nagespeeld. Het evenement wordt gehouden in augustus. Het bestaat uit straattheater en riddertoernooien op de omwallingen.

Alleen het aantal toeristen dat het chateau comtal en de stadswallen bezoekt wordt nu statistisch geteld, aangezien dit de enige betaalde bezoeken zijn.

### Ontwikkeling van het aantal bezoeken van het Château Comtal
Dit artikel of overzicht is mogelijk incompleet; u kunt helpen door het uit te breiden.
| Ontwikkeling van bezoekers |         |         |         |         |         |         |         |         |
| 1997                       | 1998    | 1999    | 2000    | 2001    | 2002    | 2003    | 2004    | 2005    |
| 230 839                    | 269 280 | 289 726 | 334 233 | 330 069 | 362 362 | 300 684 | 340 802 | 322 881 |

|         |         |         |         |         |         |   |   |   |
| 2006    | 2007    | 2008    | 2009    | 2010    | 2011    | - | - | - |
| 380 281 | 461 033 | 473 184 | 479 019 | 473 815 | 507 279 | - | - | - |

## De Cité van Carcassonne in films
Verschillende bioscoopfilms zijn opgenomen in Carcassonne, in de omgeving van de Cité, omdat het een bijna perfect middeleeuws filmdecor biedt. Zo werden er films opgenomen zoals : Le Retour du Croisé van Louis Feuillade in 1908, La Merveilleuse Vie de Jeanne d'Arc door Marco de Gastyne in 1929, Le Miracle des Loups van Raymond Bernard in 1924, La Fiancée des Ténèbres van Serge de Poligny in 1944, Le Miracle des Loups door André Hunebelle in 1961, Le Corniaud van Gérard Oury in 1965, The Lion in Winter van Anthony Harvey in 1961, The Bride van Franc Roddam in 1985, Robin Hood: Prince of Thieves van Kevin Reynolds in 1991, Les Visiteurs van Jean-Marie Poiré in 1992, Le Destin van Youssef Chahine in 1997, Labyrinth in 2011 naar de roman van Kate Mosse.
Daarbij moet wel opgemerkt worden dat het vervolg van Les Visiteurs, Les Couloirs du temps: Les Visiteurs 2, niet in Carcassonne is opgenomen, maar in het château van Beynac, plattegronden laten een combinatie zien, gemaakt door de computer, met stukken uit château de Beynac en delen van het Château Comtal van Carcassonne.

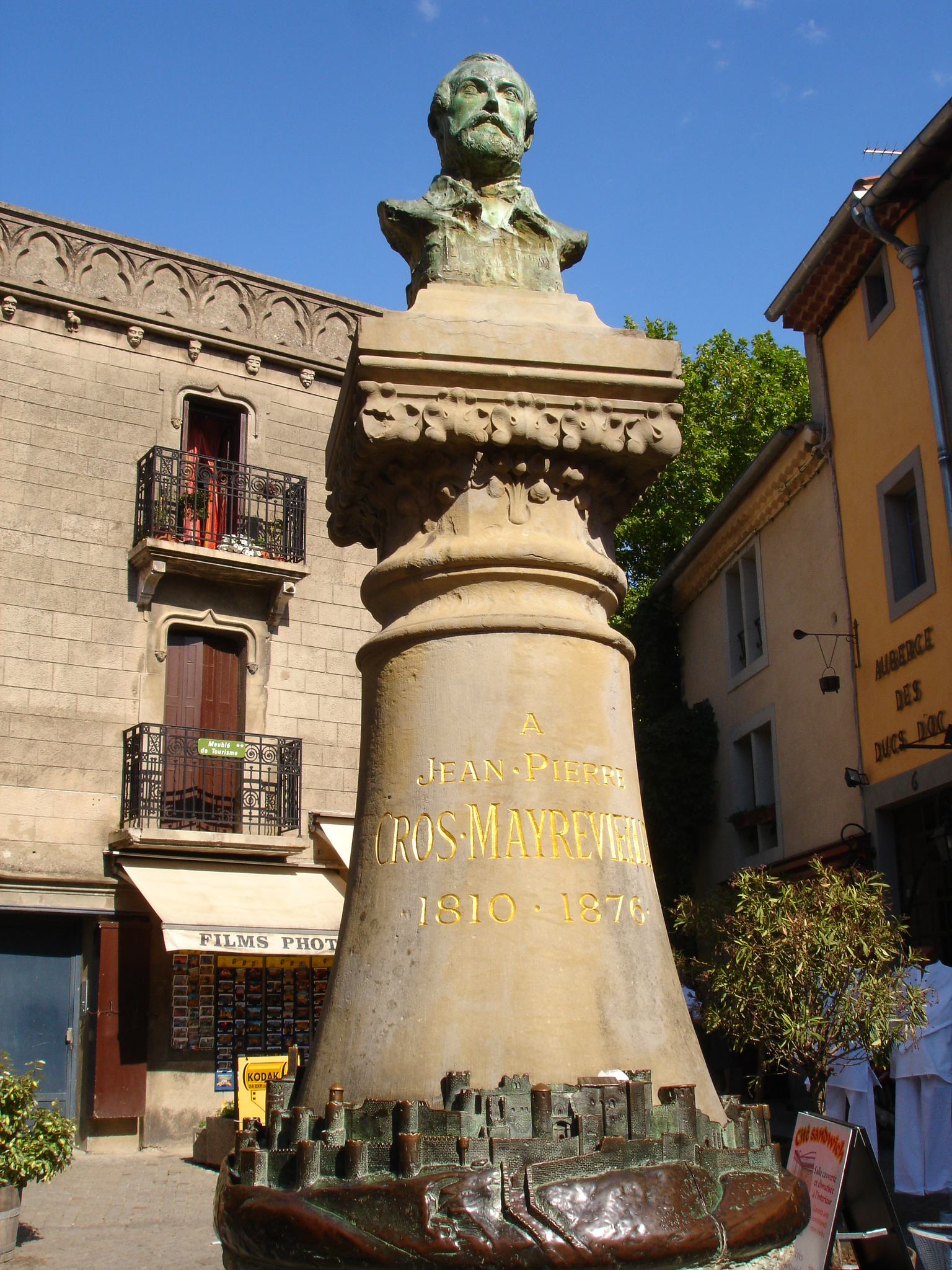
Buste van Jean-Pierre Cros-Mayrevieille, redder van de Cité

Op die manier zou, volgens de legende van de stad, het decor van de Cité, Walt Disney geïnspireerd hebben voor het kasteel van Doornroosje.

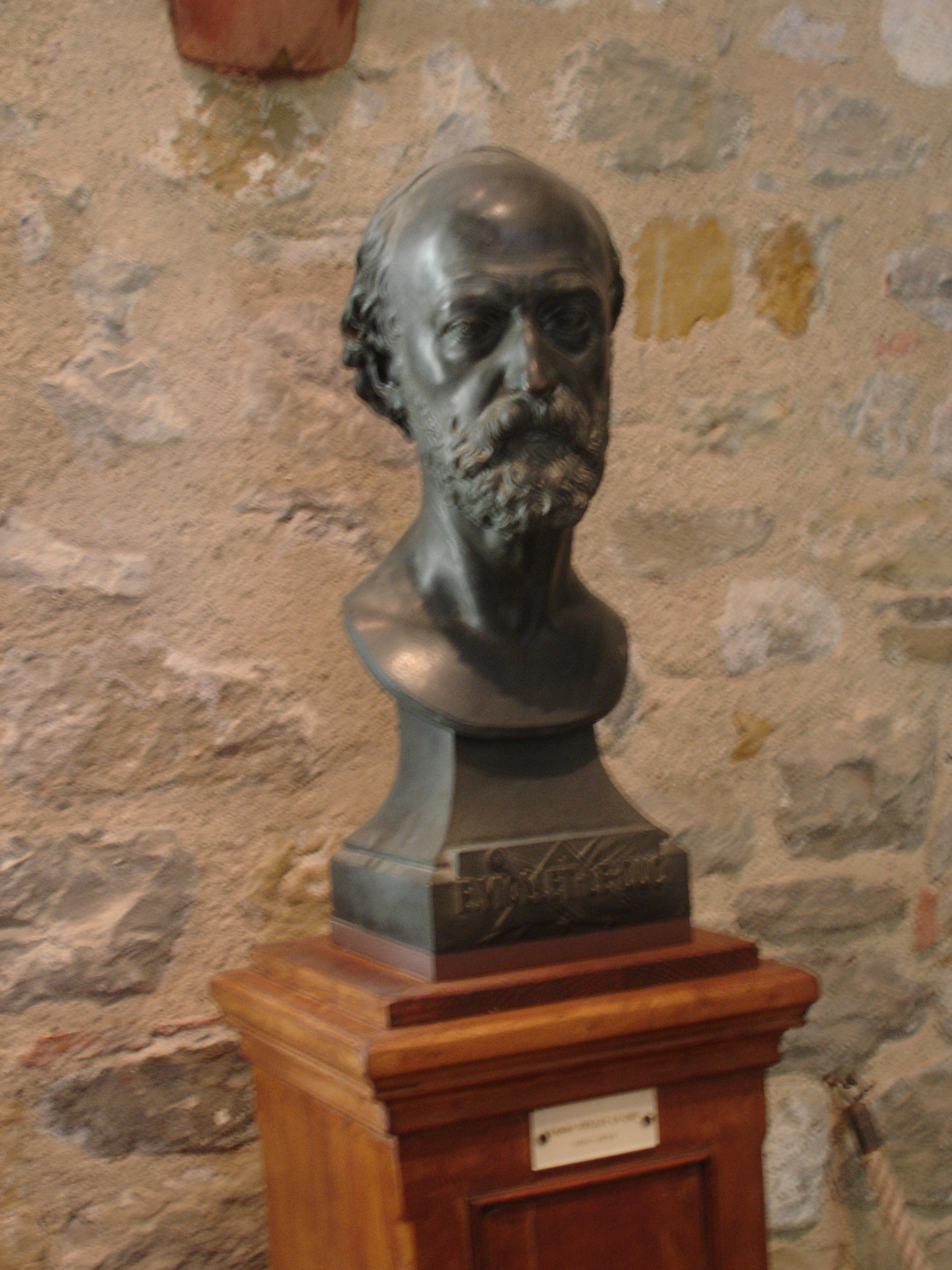
Buste van Eugène Viollet-le-Duc

## Prominenten die verbonden zijn met de Cité
- Jean-Pierre Cros-Mayrevieille aan het begin van de redding van de stad in de 19e eeuw
- Eugène Viollet-le-Duc, grote hersteller van de Cité van Carcassonne
- Maison Trencavel
- Joseph Poux (1873-1938), historicus van de Cité, schrijft in 1923 het werk La Cité de Carcassonne: précis historique archéologique et descriptif. Er staat een gedenksteen om hem te eren, in de tuin voor de ingang van de Cité.